# Hronologija pravljenja eksploziva
Ovo je vremenska linija razvijanja i pravljenja eksploziva.

## Vremenska linija
| Godina(e)    | Događaj | Izvor         |
| ------------ | --- | ------------- |
| 1. milenijum | Razvijen je barut, prvi eksploziv. | [ 1 ] [ 2 ]   |
| 1040 - 1044  | Knjiga Vujing Zongiao sadrži tri formule za barut, prvu takvu referencu. |               |
| 1267         | Opus Majus Rodžera Bekona sadrži prvu evropsku referencu o barutu. | [ 3 ]         |
| 1659         | Amonijum nitrat je prvi sintetizovao Johan Rudolf Glauber; nije korišćen kao eksploziv do Prvog svetskog rata.                                                                              | [ 4 ]         |
| 1745         | Vilijam Votson pokazuje da električna varnica može da zapali barut, demonstrirajući prvi detonator.                                                                                         | [ 5 ]         |
| 1845         | Nitrocellulose is invented by Christian Schoenbein. | [ 6 ]         |
| 1846         | Nitrocelulozu je izumeo Kristijan Šonbajn. | [ 7 ] [ 8 ]   |
| 1863         | TNT je izumeo Džulijus Vilbrand, ali se koristi samo kao žuta boja. | [ 9 ]         |
| Sep 3, 1864  | Eksplozija nitroglicerina u fabrici Imanuela Nobela ubila je najmlađeg brata Alfreda Nobela Emila Oskara Nobela i pet drugih radnika fabrike.                                               | [ 8 ] [ 10 ]  |
| Nov 28, 1864 | Alfred Nobel osniva svoju prvu kompaniju, Nitroglicerin Aktiebolaget, prvog komercijalnog proizvođača nitroglicerina.                                                                       | [ 11 ]        |
| 1865         | Alfred Nobel razvija detonator koristeći živin fulminat u bakarnoj kapsuli za detonaciju nitroglicerina.                                                                                    | [ 8 ]         |
| 1866         | Dinamit je izumeo Alfred Nobel mešanjem nitroglicerina sa silicijum dioksidom. To je prvi eksploziv za bezbedno upravljanje jači od baruta.                                                 | [ 12 ]        |
| 1867         | Upotreba amonijum nitrata u eksplozivima je patentirana u Švedskoj. | [ 13 ]        |
| 1875         | Gelignit, prvi plastični eksploziv, izumeo je Alfred Nobel. | [ 14 ] [ 13 ] |
| 1884         | Paul Marie Eugene Vieille kreira Poudre B, prvi praktični bezdimni barut. | [ 6 ]         |
| 1891         | Eksplozivna svojstva TNT-a otkrio je Karl Hauserman. | [ 9 ]         |
| 1894         | PETN je patentirao Rheinisch-Vestfalische Sprengstoff AG. | [ 15 ]        |
| 1898         | RDX je izumeo Georg Fridrih Hening, ali nije korišćen do Drugog svetskog rata. | [ 16 ]        |
| 1906         | Dunit je izumeo major američke vojske Beverli V. Dan. |               |
| 1908         | Prvi detonirajući kabl, olovna cev punjena TNT-om, patentirana je u Francuskoj. | [ 17 ]        |
| Dec 6, 1917  | Eksplozija u Halifaksu: Teret TNT-a, pikrinske kiseline, benzola i pamuka na brodu eksplodira nakon sudara, ubivši najmanje 1.782 ljudi. Bila je to najveća veštačka eksplozija u to vreme. | [ 18 ]        |
| Apr 16, 1947 | Katastrofa u Teksas Sitiju: 2.100 metričkih tona amonijum nitrata na usidrenom brodu eksplodiralo, ubivši najmanje 581 osobu, što je najsmrtonosnija industrijska nesreća u istoriji SAD.   | [ 19 ]        |
| 1952         | Semteks, plastični eksploziv opšte namene koji sadrži RDX i PETN, izumeo je Stanislav Brebera.                                                                                              | [ 20 ]        |
| 1955         | ANFO je razvijen, koji se sastoji od 94% amonijum nitrata. | [ 6 ]         |
| 1956         | C-4 je razvijen kao deo Kompozicije C porodice plastičnih eksploziva; sadrži 91% RDX. |               |
| Aug 4, 2020  | Eksplozija u Bejrutu: Eksplodira velika količina amonijum nitrata, uzrokujući najmanje 218 smrtnih slučajeva.                                                                               | [ 21 ]        |

## Literatura
- Padmanabhan, Thanu (2019), The Dawn of Science: Glimpses from History for the Curious Mind
- Romane, Julian (2020), The First & Second Italian Wars 1494-1504